# Protokoll von Minsk

Karte zur Situation in der Ostukraine

Das Protokoll von Minsk (Minsk I) ist die schriftliche Zusammenfassung der Ergebnisse der Beratungen der aus der Ukraine, der OSZE und Russland bestehenden trilateralen Kontaktgruppe zu gemeinsamen Schritten zur Umsetzung des Friedensplanes des ukrainischen Präsidenten Petro Poroschenko und der Initiativen des russischen Präsidenten Wladimir Putin.
Das Protokoll wurde am 5. September 2014 im belarussischen Minsk unterzeichnet. Es wurde am 17. Februar 2015 ein völkerrechtlich geltender Vertrag durch Verabschiedung der Resolution 2202 (2015) des UN-Sicherheitsrates.
Hauptziel war ein begrenzter Waffenstillstand. Bereits am 28. September jedoch flammten die Kämpfe um den Flughafen von Donezk erneut auf, sie mündeten in die Zweite Schlacht um den Flughafen Donezk. Am 12. Februar 2015 kam auf Initiative von Deutschland und Frankreich ein erneutes Waffenstillstandsabkommen zustande: Minsk II.
Am 21. Februar 2022 erklärte Präsident Putin, dass es für das Minsker Abkommen keine Aussichten mehr gebe. Am selben Tag verkündete und unterzeichnete Präsident Putin die Anerkennung der selbstproklamierten und international nicht anerkannten Volksrepubliken Lugansk und der Donezk als eigenständige Staaten und ordnete eine Entsendung von Truppen in die von Separatisten kontrollierten Gebiete an. Damit war das einzige von allen Seiten unterzeichnete Dokument zur Beilegung des Konfliktes hinfällig.

## Unterzeichner
Für die Ukraine unterzeichnete der frühere ukrainische Präsident Leonid Kutschma das Dokument. Als Vertreter des Föderativen Staates Neurussland unterzeichneten Alexander Sachartschenko und Igor Plotnizki. Als Vertreter Russlands unterzeichnete der Botschafter der Russischen Föderation in der Ukraine Michail Surabow. Für die OSZE unterzeichnete Heidi Tagliavini. Gemäß Boris Litwinow, einem Vertreter der Volksrepublik Donezk, sollen Sachartschenko und Plotnizki nur als Beobachter an dem Treffen teilgenommen haben. Ihre Unterschrift dokumentiere lediglich, dass sie die Vereinbarung zur Kenntnis genommen hätten.

## Inhalt
Das Protokoll umfasst zwölf Punkte:
1. Die unverzügliche beiderseitige Unterbrechung der Anwendung von Waffengewalt zu gewährleisten.
2. Das Monitoring und die Überprüfung der Waffenruhe durch die OSZE zu gewährleisten.
3. Die Dezentralisierung der Macht in der Ukraine zu verwirklichen, unter anderem durch die Verabschiedung eines ukrainischen Gesetzes „Über die vorübergehende Ordnung der lokalen Selbstverwaltung in bestimmten Regionen der Gebiete Donezk und Lugansk“ (Gesetz über den Sonderstatus).
4. Das ständige Monitoring an der russisch-ukrainischen Staatsgrenze und die Überprüfung seitens der OSZE zu gewährleisten, mit der Bildung einer Sicherheitszone in den Grenzkreisen der Ukraine und der Russischen Föderation.
5. Sofort alle Geiseln und ungesetzlich festgehaltenen Personen zu befreien.
6. Das Gesetz über die Nichtzulassung der Verfolgung und der Bestrafung von Personen in Zusammenhang mit den Ereignissen zu übernehmen, die in einzelnen Kreisen der Gebiete Donezk und Lugansk geschehen sind.
7. Den inklusiven nationalen Dialog fortsetzen.
8. Maßnahmen zur Verbesserung der humanitären Situation im Donbass zu ergreifen.
9. Die Durchführung vorgezogener Kommunalwahlen zu gewährleisten, entsprechend dem ukrainischen Gesetz „Über die vorübergehende Ordnung der lokalen Selbstverwaltung in den gesonderten Kreisen der Gebiete Donezk und Lugansk“ (Gesetz über den Sonderstatus).
10. Die ungesetzlichen bewaffneten Formationen, die Militärtechnik sowie die Freischärler und Söldner aus der Ukraine herauszuführen.
11. Ein Programm des wirtschaftlichen Wiederaufbaus des Donbass und der Wiederherstellung der Lebensfunktionen der Region zu beschließen.
12. Die persönliche Sicherheit der Teilnehmer der Konsultationen zu gewährleisten.

## Ende
Mit der Anerkennung der Volksrepubliken in Donezk und Lugansk sowie der folgenden russischen Invasion der Ukraine 2022 wurde das Protokoll von Minsk hinfällig.